# Jevgenij Korovin
Jevgenij Petrovitj Korovin (ryska: Евгений Петрович Коровин), född den 13 februari 1891 i Moskva, död den 1 december 1963 i Moskva, var en sovjetisk botaniker som var specialiserad på centralasiatisk flora, framförallt i Pamir. 
Auktorsnamnet Korovin kan användas för Jevgenij Korovin i samband med ett vetenskapligt namn inom botaniken; se Wikipediaartiklar som länkar till auktorsnamnet.